# Темрей
Темрей (на руски: Темрей, на казахски: Темрей) е село, разположено в Алгински район, Актобенска област, Казахстан. Населението му през 2009 година е 81 души.

## Население
През 1999 година населението на селото е 189 души (98 мъже и 91 жени). През 2009 година населението му е 81 души (45 мъже и 36 жени).